# Coalició per Manacor
Coalició per Manacor és el nom del grup municipal que va sorgir a l'Ajuntament de Manacor després de la ruptura interna del Partit Popular de les Illes Balears (PP) l'any 2012. Aquest grup estava integrat per 8 dels 11 regidors que inicialment van ser elegits en la llista del PP a les eleccions municipals espanyoles de 2011. La divisió es va produir quan l'alcalde de Manacor, Antoni Pastor i Cabrer, va trencar amb la direcció regional del PP, encapçalada per José Ramón Bauzá Díaz, a causa de desacords polítics interns.
Posteriorment a la seva expulsió del PP, els regidors van constituir el grup municipal Coalició per Manacor, amb Antoni Pastor al capdavant. Aquest grup va governar el municipi en coalició amb l’Agrupació Independent de Portocristo (AIPC) i Alternativa Liberal de Manacor (ALM).

## Història
Els regidors de Coalició per Manacor varen formalitzar el grup municipal al ple de desembre de 2012, i al gener de 2013 varen aconseguir tenir grups propis dins l’Ajuntament, consolidant així la seva presència institucional.
La decisió de Pastor de desmarcar-se de la línia oficial del PP va provocar tensions internes i propostes per a dur-lo als tribunals per mantenir-se en el càrrec malgrat la seva expulsió, fet que va marcar un moment d’alta tensió política a Manacor.
Coalició per Manacor va destacar també pel seu posicionament en defensa de la llengua catalana. Durant el debat sobre el decret de trilingüisme impulsat pel Govern balear, Manacor es va convertir en el segon ajuntament que va rebutjar oficialment el decret de llengües, amb el suport de la coalició liderada per Pastor.
Durant el mandat, també es va impulsar el canvi de les plaques franquistes als carrers del municipi, una mesura simbòlica que va generar debat polític però que fou vista com un gest en favor de la memòria històrica.
L’any 2014, Coalició per Manacor es va integrar dins el partit regionalista Proposta per les Illes (El Pi), amb l’objectiu de reforçar la seva presència política a nivell autonòmic. Tot i així, Pastor va anunciar que no es tornaria a presentar com a candidat a la batlia després de 12 anys en el càrrec.
Segons un estudi elaborat a la Universitat de les Illes Balears, el cas de Manacor és un exemple de com la ruptura interna dins el centredreta illenc va provocar la fragmentació del vot i una reconfiguració de les majories locals.
Els resultats de les eleccions municipals de 2015 i 2019 a Manacor van reflectir una creixent diversitat política, amb la irrupció de nous partits. En les municipals de 2023, Més per Mallorca va guanyar les eleccions amb 7 regidors, seguida pel PP amb 6, el PSIB-PSOE amb 4. AIPC-SyS i VOX van obtenir 2 regidors cadascun, deixant un panorama fragmentat i obert a pactes de govern.

## Història electoral
Aquesta és una taula resum dels resultats obtinguts pels grups vinculats a Coalició per Manacor (inicialment com a candidats del PP, posteriorment com a grup independent i finalment integrats dins Proposta per les Illes).
| Elecció | Formació               | Regidors | Vots  | % de vots (sobre votants) | % de vots (sobre vots vàlids) | Notes                                                         |
| ------- | ---------------------- | -------- | ----- | ------------------------- | ----------------------------- | ------------------------------------------------------------- |
| 2011    | PP                     | 11       | 6.190 | 39,97%                    | 40,39%                        | Antoni Pastor és reelegit batle. Posterior ruptura amb el PP. |
| 2015    | Proposta per les Illes | 5        | 3.020 | 19,25%                    | 19,51%                        | Coalició per Manacor s’integra dins El Pi.                    |
| 2019    | Proposta per les Illes | 3        | 2.264 | 14,66%                    | 14,76%                        | Antoni Pastor ja no es presenta com a candidat.               |
| 2023    | Proposta per les Illes | 0        | 733   | 4,45%                     | 4,49%                         | El Pi no obté representació a Manacor.                        |